# Morris Birdyellowhead
Morris Birdyellowhead es un actor originario canadiense, conocido por interpretar a Cielo-Pedernal en  Apocalypto (2006), dirigido por Mel Gibson.
Es miembro de la Primera Nación Paul en Alberta. Morris reside en la reserva canadiense criando a sus hijos y trabajando como mecánico de automóviles.

## Filmografía
- Dreamkeeper (2003)
- Into the West (2005)
- Broken Trail (2005)
- September Dawn (2006)
- Apocalypto (2006)
- Entierra mi corazón en Wounded Knee (TV) (2007) - American Horse
- Elijah (2007)
- The Last Rites of Ransom Pride (2010)